# Euphorbia neomontana
Euphorbia neomontana là một loài thực vật có hoa trong họ Đại kích. Loài này được Bruyns mô tả khoa học đầu tiên năm 2006.